# Discografia dei Velvet Revolver

## Album in studio
| Anno                         | Titolo                                                                                | Posizione nelle chart | Posizione nelle chart | Posizione nelle chart | Posizione nelle chart | Posizione nelle chart | Posizione nelle chart | Posizione nelle chart | Posizione nelle chart | Posizione nelle chart | Posizione nelle chart | Posizione nelle chart | Posizione nelle chart | Posizione nelle chart | Posizione nelle chart | Posizione nelle chart | Posizione nelle chart | Posizione nelle chart | Posizione nelle chart | Certificazioni |
| Anno                         | Titolo                                                                                | US                    | UK                    | AUS                   | IRE                   | NZ                    | AUT                   | BEL                   | DEN                   | FIN                   | FRA                   | GER                   | ITA                   | NED                   | NOR                   | POR                   | SPA                   | SWE                   | SWI                   | Certificazioni |
| ---------------------------- | ------------------------------------------------------------------------------------- | --------------------- | --------------------- | --------------------- | --------------------- | --------------------- | --------------------- | --------------------- | --------------------- | --------------------- | --------------------- | --------------------- | --------------------- | --------------------- | --------------------- | --------------------- | --------------------- | --------------------- | --------------------- | -------------- |
| 2004                         | Contraband - Data di pubblicazione: 8 giugno, 2004 - Etichetta: RCA - Formati: CD, LP | 1                     | 11                    | 2                     | 8                     | 5                     | 15                    | 24                    | 9                     | 8                     | 34                    | 7                     | 16                    | 20                    | 4                     | 19                    | —                     | 5                     | 22                    | US: 2× Platino |
| 2007                         | Libertad - Data di pubblicazione: 30 giugno, 2007 - Etichetta: RCA - Formati: CD, LP  | 5                     | 6                     | 10                    | 7                     | 3                     | 22                    | —                     | 27                    | 4                     | 66                    | 36                    | 13                    | 34                    | 14                    | —                     | 44                    | 14                    | 21                    |                |
| "—":album non in classifica. |                                                                                       |                       |                       |                       |                       |                       |                       |                       |                       |                       |                       |                       |                       |                       |                       |                       |                       |                       |                       |                |

## EP
| 2007                         | Melody and the Tyranny - Data di pubblicazione: 6 giugno 2007 - Etichetta: RCA - Formati: CD, LP | 4 | 13 | 9 |
| "—":album non in classifica. |                                                                                                  |   |    |   |

## Singoli
| Anno                                     | Titolo                      | Posizione nelle chart | Posizione nelle chart | Posizione nelle chart | Posizione nelle chart | Posizione nelle chart | Posizione nelle chart | Posizione nelle chart | Posizione nelle chart | Posizione nelle chart | Posizione nelle chart | Posizione nelle chart | Posizione nelle chart | Album                  |
| Anno                                     | Titolo                      | US                    | US Alt                | US Main               | AUS                   | FIN                   | FRA                   | GER                   | IRE                   | NLD                   | NOR                   | SWE                   | UK                    | Album                  |
| ---------------------------------------- | --------------------------- | --------------------- | --------------------- | --------------------- | --------------------- | --------------------- | --------------------- | --------------------- | --------------------- | --------------------- | --------------------- | --------------------- | --------------------- | ---------------------- |
| 2003                                     | "Set Me Free"               | —                     | 32                    | 17                    | —                     | —                     | —                     | —                     | —                     | —                     | —                     | —                     | —                     | Hulk                   |
| 2004                                     | "Slither"                   | 56                    | 1                     | 1                     | 35                    | 26                    | 47                    | 19                    | 81                    | —                     | 46                    | 12                    | 58                    | Contraband             |
| 2004                                     | "Fall to Pieces"            | 67                    | 2                     | 1                     | 32                    | —                     | 42                    | —                     | —                     | 89                    | 53                    | —                     | —                     | Contraband             |
| 2005                                     | "Dirty Little Thing"        | —                     | 18                    | 8                     | —                     | —                     | —                     | —                     | —                     | —                     | —                     | —                     | —                     | Contraband             |
| 2005                                     | "Come On, Come In"          | —                     | —                     | 14                    | —                     | —                     | —                     | —                     | —                     | —                     | —                     | —                     | —                     | Fantastic 4: The Album |
| 2007                                     | "She Builds Quick Machines" | 104                   | 14                    | 2                     | —                     | —                     | —                     | —                     | —                     | —                     | —                     | —                     | —                     | Libertad               |
| 2007                                     | "The Last Fight"            | —                     | —                     | 16                    | —                     | —                     | —                     | —                     | —                     | —                     | —                     | —                     | —                     | Libertad               |
| 2008                                     | "Get Out the Door"          | —                     | —                     | 34                    | —                     | —                     | —                     | —                     | —                     | —                     | —                     | —                     | —                     | Libertad               |
| "—" denotes releases that did not chart. |                             |                       |                       |                       |                       |                       |                       |                       |                       |                       |                       |                       |                       |                        |

## Video musicali
| Anno | Titolo                      | Regista        |
| ---- | --------------------------- | -------------- |
| 2003 | "Set Me Free"               | Ang Lee        |
| 2004 | "Slither"                   | Kevin Kerslake |
| 2004 | "Fall to Pieces"            | Kevin Kerslake |
| 2005 | "Dirty Little Thing"        | Motion Theory  |
| 2005 | "Come On, Come In"          | Wayne Isham    |
| 2007 | "She Builds Quick Machines" | Sconosciuto    |
| 2007 | "The Last Fight"            | Sconosciuto    |
| 2008 | "Get Out the Door"          | Sconosciuto    |